# Carpinus tientaiensis
Carpinus tientaiensis — вид квіткових рослин з родини березових. Поширення: Китай.

## Біоморфологічна характеристика
Дерева заввишки 16–20 м; кора гладка, сіра Гілочки жовто-коричневі, волосисті, на 2-й рік голі. Ніжка листка 0.8–1.5 см, густо ворсинчастий у борозні. Листкова пластинка яйцеподібна або еліптична, рідко яйцеподібно-ланцетна, 5–10 × 3–5.5 см, знизу в пазухах бічних жилок борідчаста, гола, крім ворсинчастої вздовж середньої жилки та бічних жилок, зверху гола, крім волосистої вздовж середньої жилки, основа підсерцеподібна або підзакруглена, край подвійно та тупо-коротко пилчастий, верхівка гостра, рідко загострена; бічних жилок 12–15 з кожного боку від середньої жилки. Жіноче суцвіття 5–10 см. Горішок широкояйцеподібний або трикутно-яйцеподібний, 5–6 × 4.5–5.5 см, ворсинчастий на верхівці, 7–11-ребристий. Цвітіння: квітень — червень, плодіння: липень і серпень.

## Середовище
Зростає на висотах від 800 до 1000 метрів. Цей вид є ендемічним для Китаю. Він росте в лісі гори Тяньтай у провінції Чжецзян, відомий лише з одного місця з площею поширення 0,03 км². Ліси в регіоні Чжецзян знаходяться під загрозою через перетворення на бамбукові, чайні та інші комерційні плантації. Оскільки популяція така мала, будь-яка втрата середовища існування зашкодить виживанню цього виду. Невелика популяція також робить цей вид вразливим до стохастичних подій.